# IPod touch (6e génération)
L’iPod touch (6e génération), également connu sous le nom de iPod touch 6 ou iPod touch 6G est un baladeur numérique à écran tactile capacitif multi-touch, conçu et commercialisé par Apple le 15 juillet 2015.

## Caractéristiques
Il possède une puce A8 ainsi que 1 Go de RAM mais cette puce est moins rapide que celui de l’iPhone 6. L'appareil photo de l'iPod touch est de 8 mpx.
Il est doté d’un design en aluminium de la même taille d’un iPhone 5 mais avec une épaisseur moindre. L’iPod touch 6 est disponible en Gris sidéral, argent, or, rose, bleu et PRODUCT (RED).
Il est proposé en trois versions : 32 Go, 64 Go et 128 Go.
Sa version originale est iOS 8.4 et il peut supporter iOS 9, iOS 10, iOS 11 et iOS 12.[réf. nécessaire]

## Fin de vie
L’iPod touch 6 a arrêté sa commercialisation le 27 juillet 2017[réf. nécessaire]